# 구글 플레이 게임
구글 플레이 게임(영어: Google Play Games)은 안드로이드 운영 체제용으로 구글이 구글 플레이 제품의 일부로서 운영하는 온라인 게임 서비스 및 소프트웨어 개발 키트이다. 게이머 프로파일러, 클라우드 저장, 소셜 및 공개 리더보드, 비디오 게임 성과, 실시간 다인용 게임 기능을 특징으로 한다. 플레이 게임 서비스는 개발자들이 직접 처음부터 위 기능들을 개발하지 않고도 해당 기능들을 자신들의 게임에 통합하는 것을 허용한다.

## 역사
구글 플레이 게임은 구글 I/O 2013 개발자 콘퍼런스에서 처음 선보였으며, 독립적인 구글 플레이 게임 모바일 앱이 2013년 7월 24일 안드로이드에 런칭하였다. 더 버지의 앤드루 웹스터는 구글 플레이 게임을 애플의 iOS 운영 체제용으로 개발된 비슷한 게이밍 네트워크인 게임 센터와 비교하였다.
구글 플레이 게임은 런칭 후 수년 간 업데이트를 꾸준히 받아왔는데 여기에는 화면 녹화 기능, 커스텀 게이머 IDs, 내장 게임, 게임 디스커버리용 아케이드가 포함된다.
실시간 및 턴제 다인용 서비스는 2019년 9월 16일 이후로 구식화되었다. 이 API 함수들의 지원은 2020년 3월 31일 종료되었다.

## 같이 보기
- 게임 센터